# Universiteit van Iowa
De Universiteit van Iowa is een staatsuniversiteit in Iowa City in de Amerikaanse staat Iowa. De universiteit werd in 1847 opgericht als State University of Iowa. In oktober 1964 werd besloten dat de officiële naam mag afgekort worden tot University of Iowa.
Tot de universiteit behoren de University of Iowa Hospitals and Clinics, de grootste en meest gespecialiseerde ziekenhuizen van Iowa.
Sinds 1909 is de universiteit lid van de gerenommeerde Association of American Universities. Daarnaast participeert de universiteit ook in de Universities Research Association en de Big Ten Academic Alliance.

## Bekende alumni
- Caitlin Clark
- Ettore Ewen, beter bekend als Big E
- George Gallup
- John Irving
- Flannery O'Connor
- Sara Mae Stinchfield Hawk
- James Van Allen
- Terry Wahls
- Gene Wilder
- Tennessee Williams